# Dagblad Waterland
Dagblad Waterland is een van de acht regionale edities van het regionale dagblad Noordhollands Dagblad. Tot 7 juni 2003 heette het Nieuwe Noord-Hollandse Courant. De krant werd in 1945 opgericht en verscheen aanvankelijk als nieuwsblad. De verschijningsdagen waren maandag, woensdag en vrijdag.
Eind jaren zeventig, nadat de Nieuwe Noord-Hollandse Courant een onderdeel was geworden van uitgeverij Damiate in Haarlem, werd de krant een dagblad. Na de fusie van Damiate met de Verenigde Noordhollands Dagbladen in Alkmaar werd de krant de achtste editie van het Noordhollands Dagblad.
De Nieuwe Noord-Hollandse Courant verschijnt onder andere in de gemeenten Waterland, Purmerend en de Beemster. Ook de voormalige gemeente Zeevang krijgt het Dagblad Waterland, maar hier verschijnt ook het Dagblad voor West-Friesland, een andere editie van het Noordhollands Dagblad. 
De totale oplage bedraagt ongeveer 10.000, waarmee deze editie dagelijks gemiddeld 46.000 lezers bereikt.